# Acrophylla alta
Acrophylla alta is een insect uit de orde Phasmatodea en de familie Phasmatidae. De wetenschappelijke naam van deze soort is voor het eerst voorgesteld door Ross Coupland en Angus Emmott in een publicatie uit 2025.

## Kenmerken
De soort is grotendeels lichtbruin en heeft een opvallende witte vlek op de voorvleugel. De lichaamslengte van het vrouwtje bedraagt 265 tot 279 millimeter. Het gewicht van het vrouwtje kan variëren van 34 tot 44 gram. Het is waarschijnlijk het zwaarste insect van Australië.

## Verspreiding en habitat
De soort komt voor in de hoger gelegen tropische regenwouden van Queensland (Australië) waar het zich ophoudt in boomtoppen.